# 론 마이클스

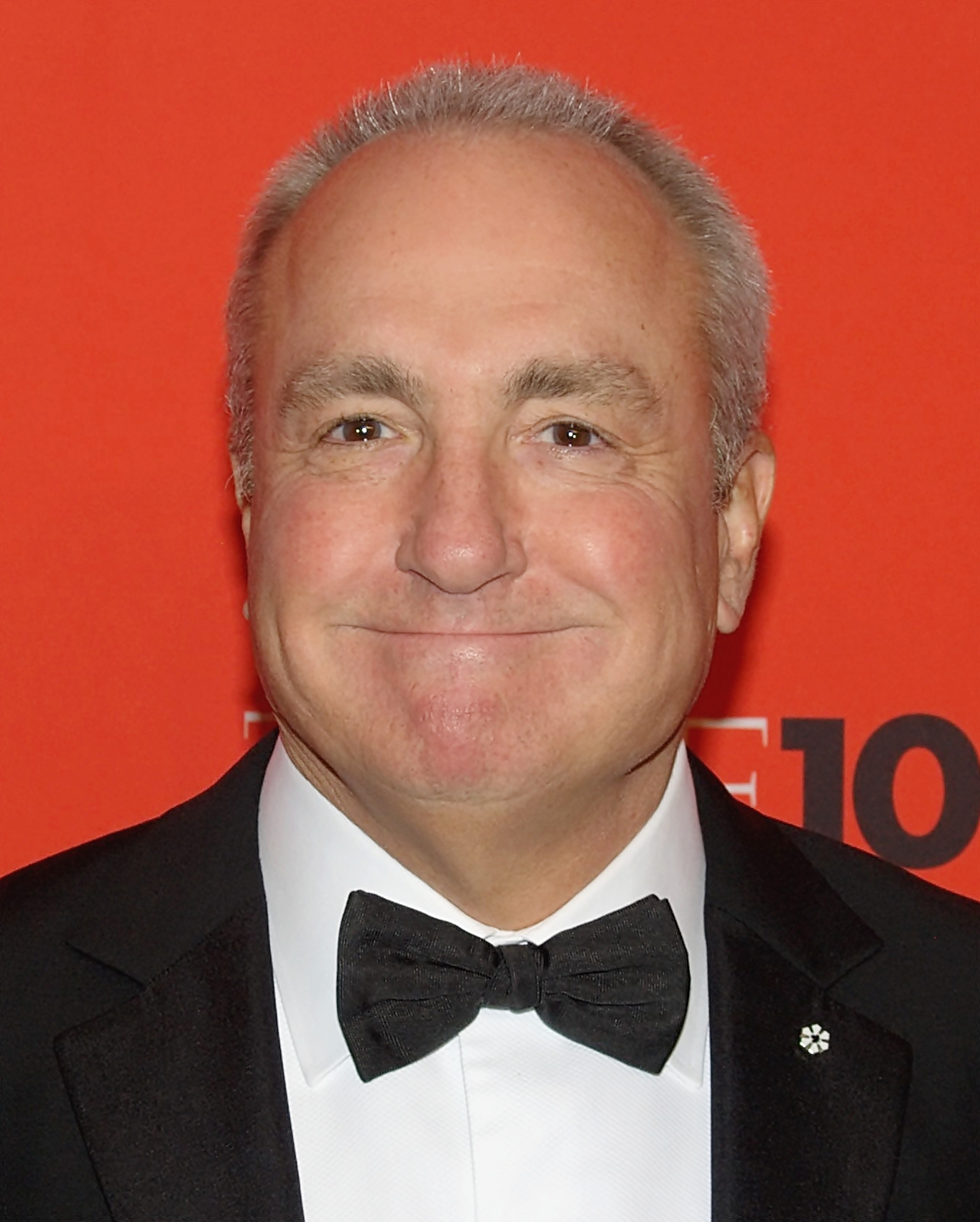

론 마이클스(Lorne David Lipowitz, 1944년 11월 17일 ~ )는 미국의 각본가, 영화 제작자, 배우다.
루이지애나주에서 태어났다.

## 작품 목록
- 뱀파이어 vs 브롱크스 (2020년) (제작)
- 브라더 네이처 (2016년)
- 위스키 탱고 폭스트롯 (2016년)
- 더 길트 트립 (2012년)
- 맥그루버 (2010년)
- 베이비 마마 (2008년)
- Saturday Night Live: The Best of Will Ferrell - Volume 2 (2004) - 제작 (다큐멘터리)
- 퀸카로 살아남는 법 (2004년)
- 에니그마 (2001년)
- 레이디스 맨 (2000년)
- 맨 온 더 문 (1999년)
- 슈퍼스타 (1999년)
- Saturday Night Live: The Best of Mike Myers (1998) - 제작, 본인 (다큐멘터리)
- 록스베리 나이트 (1998년)
- 더블 플레이 (1996년)
- 브레인 캔디 (1996년)
- 크레이지 토미 보이 (1995년)
- 영원한 친구 래시 (1994년)
- 콘헤드 대소동 (1993년)
- 웨인즈 월드 2 (1993년)
- Frosty Returns (1993) - 제작
- 웨인즈 월드 (1992년)
- 폴 사이몬 (1991년) - 본인 역
- 쓰리 아미고 (1986년)
- 콘헤드 (1983년)
- 길다 리브 (1980년)
- 러틀스 (1978년)

### 텔레비전
- 30 락 (2006년)
- 새터데이 나이트 라이브 (1975-2023) - 제작, 대본, 출연
- Saturday Night Live in the '90s: Pop Culture Nation (2007) - 본인 (TV 스페셜)
- Saturday Night Live in the 2000s: Time and Again (2010) - 본인 (TV 스페셜)